# Człuchów (gmina wiejska)
Człuchów – gmina wiejska w województwie pomorskim, w powiecie człuchowskim. W latach 1975–1998 gmina położona była w województwie słupskim.
W skład gminy wchodzi 25 sołectw: Barkowo, Biskupnica, Brzeźno, Bukowo, Chrząstowo, Czarnoszyce, Dębnica, Dobojewo, Ględowo, Jaromierz, Jęczniki Małe, Jęczniki Wielkie, Kołdowo, Krępsk, Kiełpin, Mosiny, Nieżywięć, Polnica, Płonica, Rychnowy, Sieroczyn, Skarszewo, Stołczno, Wierzchowo, Wierzchowo-Dworzec
Siedziba gminy to Człuchów.
Według danych z 31.12.2016 gminę zamieszkiwało 10 976 osób. Natomiast według danych z 31 grudnia 2019 roku gminę zamieszkiwało 11 128 osób.

## Struktura powierzchni
Według danych z roku 2002 gmina Człuchów ma obszar 361,65 km², w tym:
- użytki rolne: 55%
- użytki leśne: 36%

Gmina stanowi 22,97% powierzchni powiatu.

## Demografia
Tab. 1. Dane demograficzne z 2017 roku
| Opis                              | Ogółem | Ogółem | Kobiety | Kobiety | Mężczyźni | Mężczyźni |
| --------------------------------- | ------ | ------ | ------- | ------- | --------- | --------- |
| jednostka                         | osób   | %      | osób    | %       | osób      | %         |
| populacja                         | 11 038 | 100    | 5353    | 48,8    | 5685      | 51,2      |
| gęstość zaludnienia (mieszk./km²) | 30     | 30     | 14,6    | 14,6    | 15,4      | 15,4      |

## Miejscowości

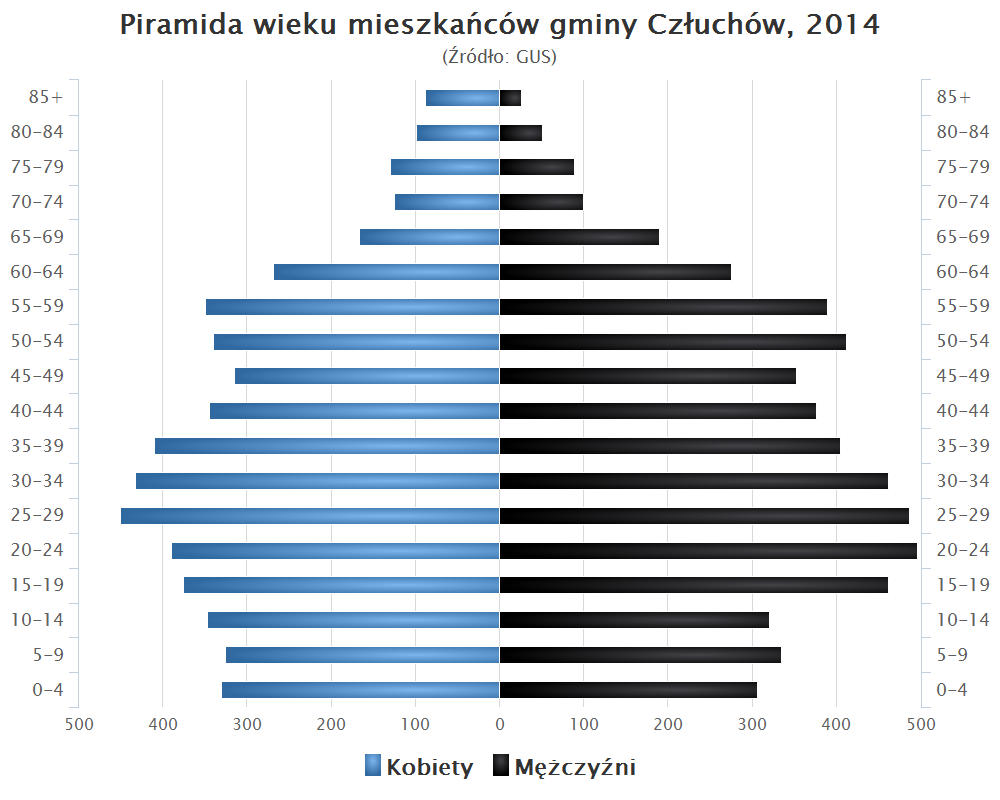
Piramida wieku mieszkańców gminy Człuchów w 2014 roku

| Tab. 2. Wykaz miejscowości podstawowych oraz ich części w administracji gminy wiejskiej Człuchów                                                                                         | Tab. 2. Wykaz miejscowości podstawowych oraz ich części w administracji gminy wiejskiej Człuchów | Tab. 2. Wykaz miejscowości podstawowych oraz ich części w administracji gminy wiejskiej Człuchów | Tab. 2. Wykaz miejscowości podstawowych oraz ich części w administracji gminy wiejskiej Człuchów | Tab. 2. Wykaz miejscowości podstawowych oraz ich części w administracji gminy wiejskiej Człuchów |
| Identyfikator SIMC | Nazwa miejscowości                                                                               | Rodzaj miejscowości                                                                              | Miejscowość podstawowa                                                                           | Położenie geograficzne                                                                           |
| --- | ------------------------------------------------------------------------------------------------ | ------------------------------------------------------------------------------------------------ | ------------------------------------------------------------------------------------------------ | ------------------------------------------------------------------------------------------------ |
| 0742693 | Barkowo                                                                                          | wieś                                                                                             |                                                                                                  | 53°36′49″N 17°11′08″E/53,613611 17,185556                                                        |
| 0742701 | Barkówko                                                                                         | część wsi                                                                                        | Barkowo                                                                                          | 53°36′12″N 17°11′14″E/53,603333 17,187222                                                        |
| 0742724 | Biskupnica                                                                                       | wieś                                                                                             |                                                                                                  | 53°39′30″N 17°13′00″E/53,658333 17,216667                                                        |
| 1014240 | Brzeźno                                                                                          | osada                                                                                            | Brzeźno                                                                                          | 53°39′36″N 17°29′22″E/53,660000 17,489444                                                        |
| 0742730 | Brzeźno                                                                                          | wieś                                                                                             |                                                                                                  | 53°40′03″N 17°28′50″E/53,667500 17,480556                                                        |
| 0742747 | Bukowo                                                                                           | wieś                                                                                             |                                                                                                  | 53°35′28″N 17°22′53″E/53,591111 17,381389                                                        |
| 0742753 | Bukowo Człuchowskie                                                                              | osada                                                                                            | Bukowo Człuchowskie                                                                              | 53°34′39″N 17°22′26″E/53,577500 17,373889                                                        |
| 0742776 | Chrząstowo                                                                                       | wieś                                                                                             |                                                                                                  | 53°37′32″N 17°13′51″E/53,625556 17,230833                                                        |
| 0742782 | Chrząstówko                                                                                      | osada                                                                                            | Chrząstowo                                                                                       | 53°37′19″N 17°15′08″E/53,621944 17,252222                                                        |
| 0742902 | Czarnoszki                                                                                       | osada                                                                                            | Kiełpin                                                                                          | 53°43′19″N 17°26′46″E/53,721944 17,446111                                                        |
| 0742799 | Czarnoszyce                                                                                      | wieś                                                                                             |                                                                                                  | 53°44′40″N 17°26′35″E/53,744444 17,443056                                                        |
| 0743095 | Czarze                                                                                           | osada                                                                                            | Polnica                                                                                          | 53°44′55″N 17°26′01″E/53,748611 17,433611                                                        |
| 0742954 | Dąbki                                                                                            | kolonia                                                                                          | Kołdowo                                                                                          | 53°41′40″N 17°19′56″E/53,694444 17,332222                                                        |
| 0742807 | Dębnica                                                                                          | wieś                                                                                             |                                                                                                  | 53°38′07″N 17°21′36″E/53,635278 17,360000                                                        |
| 0742820 | Dobojewo                                                                                         | wieś                                                                                             |                                                                                                  | 53°41′51″N 17°15′43″E/53,697500 17,261944                                                        |
| 0742836 | Gębarzewo                                                                                        | osada                                                                                            | Gębarzewo                                                                                        | 53°39′06″N 17°11′52″E/53,651667 17,197778                                                        |
| 0742842 | Ględowo                                                                                          | wieś                                                                                             |                                                                                                  | 53°39′27″N 17°24′18″E/53,657500 17,405000                                                        |
| 0743103 | Gostudz                                                                                          | osada                                                                                            | Polnica                                                                                          | 53°45′51″N 17°24′08″E/53,764167 17,402222                                                        |
| 1014257 | Gościmierz                                                                                       | część wsi                                                                                        | Krępsk                                                                                           | 53°43′03″N 17°13′58″E/53,717500 17,232778                                                        |
| 0743184 | Gozdnica                                                                                         | osada leśna                                                                                      | Sieroczyn                                                                                        | 53°39′06″N 17°18′17″E/53,651667 17,304722                                                        |
| 0743089 | Grzybowo                                                                                         | część wsi                                                                                        | Polnica                                                                                          | 53°44′41″N 17°24′44″E/53,744722 17,412222                                                        |
| 0742859 | Jaromierz                                                                                        | wieś                                                                                             |                                                                                                  | 53°38′20″N 17°17′11″E/53,638889 17,286389                                                        |
| 0743110 | Jeziorno                                                                                         | osada leśna                                                                                      | Polnica                                                                                          | 53°45′37″N 17°25′05″E/53,760278 17,418056                                                        |
| 0742865 | Jęczniki Małe                                                                                    | osada                                                                                            | Jęczniki Małe                                                                                    | 53°38′06″N 17°25′16″E/53,635000 17,421111                                                        |
| 0742888 | Jęczniki Wielkie                                                                                 | wieś                                                                                             |                                                                                                  | 53°37′59″N 17°26′07″E/53,633056 17,435278                                                        |
| 0743126 | Kątki                                                                                            | osada leśna                                                                                      | Polnica                                                                                          | 53°45′10″N 17°20′47″E/53,752778 17,346389                                                        |
| 0742894 | Kiełpin                                                                                          | wieś                                                                                             |                                                                                                  | 53°42′35″N 17°23′48″E/53,709722 17,396667                                                        |
| 0742919 | Kiełpinek                                                                                        | osada                                                                                            | Kiełpin                                                                                          | 53°43′11″N 17°21′52″E/53,719722 17,364444                                                        |
| 0742948 | Kołdowo                                                                                          | wieś                                                                                             |                                                                                                  | 53°40′42″N 17°20′27″E/53,678333 17,340833                                                        |
| 0742925 | Krery                                                                                            | osada leśna                                                                                      | Kiełpin                                                                                          | 53°42′27″N 17°25′39″E/53,707500 17,427500                                                        |
| 1014263 | Krępina                                                                                          | część wsi                                                                                        | Krępsk                                                                                           | 53°41′56″N 17°11′29″E/53,698889 17,191389                                                        |
| 0743008 | Krępsk                                                                                           | wieś                                                                                             |                                                                                                  | 53°42′11″N 17°13′33″E/53,703056 17,225833                                                        |
| 0743020 | Krzyżanki                                                                                        | osada                                                                                            | Krzyżanki                                                                                        | 53°41′31″N 17°25′36″E/53,691944 17,426667                                                        |
| 0743014 | Kujanki                                                                                          | osada                                                                                            | Krępsk                                                                                           | 53°41′38″N 17°13′51″E/53,693889 17,230833                                                        |
| 0743244 | Łężek                                                                                            | część wsi                                                                                        | Wierzchowo                                                                                       | 53°36′07″N 17°26′29″E/53,601944 17,441389                                                        |
| 0742871 | Mąkowo                                                                                           | kolonia                                                                                          | Jęczniki Małe                                                                                    | 53°37′15″N 17°24′17″E/53,620833 17,404722                                                        |
| 1014270 | Migi                                                                                             | część wsi                                                                                        | Mosiny                                                                                           | 53°34′49″N 17°20′14″E/53,580278 17,337222                                                        |
| 0742760 | Mirogniew                                                                                        | kolonia                                                                                          | Bukowo Człuchowskie                                                                              | 53°34′57″N 17°24′26″E/53,582500 17,407222                                                        |
| 0743043 | Mosiny                                                                                           | wieś                                                                                             |                                                                                                  | 53°35′45″N 17°20′13″E/53,595833 17,336944                                                        |
| 0742960 | Murzynowo                                                                                        | osada                                                                                            | Kołdowo                                                                                          | 53°42′42″N 17°19′15″E/53,711667 17,320833                                                        |
| 1014286 | Nieżywięć                                                                                        | osada                                                                                            | Nieżywięć                                                                                        | 53°41′22″N 17°29′07″E/53,689444 17,485278                                                        |
| 0743050 | Nieżywięć                                                                                        | wieś                                                                                             |                                                                                                  | 53°41′56″N 17°29′52″E/53,698889 17,497778                                                        |
| 0742977 | Nowosiółki                                                                                       | kolonia                                                                                          | Kołdowo                                                                                          | 53°41′24″N 17°18′38″E/53,690000 17,310556                                                        |
| 0742990 | Piaskowo                                                                                         | kolonia                                                                                          | Kołdowo                                                                                          | 53°41′13″N 17°20′53″E/53,686944 17,348056                                                        |
| 0743066 | Płonica                                                                                          | osada                                                                                            | Płonica                                                                                          | 53°36′42″N 17°21′49″E/53,611667 17,363611                                                        |
| 0743072 | Polnica                                                                                          | wieś                                                                                             |                                                                                                  | 53°45′09″N 17°23′43″E/53,752500 17,395278                                                        |
| 0743132 | Polniczka                                                                                        | osada                                                                                            | Polnica                                                                                          | 53°45′27″N 17°23′02″E/53,757500 17,383889                                                        |
| 0742813 | Przytok                                                                                          | część wsi                                                                                        | Dębnica                                                                                          | 53°37′28″N 17°20′34″E/53,624444 17,342778                                                        |
| 0742718 | Rogowo                                                                                           | część wsi                                                                                        | Barkowo                                                                                          | 53°37′25″N 17°08′09″E/53,623611 17,135833                                                        |
| 0743161 | Rychnowy                                                                                         | wieś                                                                                             |                                                                                                  | 53°40′54″N 17°25′50″E/53,681667 17,430556                                                        |
| 0743178 | Sieroczyn                                                                                        | wieś                                                                                             |                                                                                                  | 53°40′08″N 17°18′24″E/53,668889 17,306667                                                        |
| 0743215 | Skarszewo                                                                                        | wieś                                                                                             |                                                                                                  | 53°38′09″N 17°23′26″E/53,635833 17,390556                                                        |
| 0743190 | Skórzewo                                                                                         | osada                                                                                            | Sieroczyn                                                                                        | 53°40′25″N 17°17′59″E/53,673611 17,299722                                                        |
| 0743149 | Sokole                                                                                           | kolonia                                                                                          | Polnica                                                                                          | 53°44′32″N 17°21′46″E/53,742222 17,362778                                                        |
| 0743155 | Stara Rogoźnica                                                                                  | osada                                                                                            | Polnica                                                                                          | 53°46′02″N 17°25′44″E/53,767222 17,428889                                                        |
| 0743221 | Stołczno                                                                                         | wieś                                                                                             |                                                                                                  | 53°42′41″N 17°15′38″E/53,711389 17,260556                                                        |
| 0743209 | Śniaty                                                                                           | osada leśna                                                                                      | Sieroczyn                                                                                        | 53°39′56″N 17°16′34″E/53,665556 17,276111                                                        |
| 0743238 | Wierzchowo                                                                                       | wieś                                                                                             |                                                                                                  | 53°36′22″N 17°25′25″E/53,606111 17,423611                                                        |
| 0743250 | Wierzchowo-Dworzec                                                                               | osada                                                                                            | Wierzchowo-Dworzec                                                                               | 53°37′04″N 17°27′03″E/53,617778 17,450833                                                        |
| 0743037 | Zagórki                                                                                          | osada                                                                                            | Krzyżanki                                                                                        | 53°42′22″N 17°27′09″E/53,706111 17,452500                                                        |
| 0742983 | Zbrzyca                                                                                          | część kolonii                                                                                    | Nowosiółki                                                                                       | 53°41′11″N 17°19′06″E/53,686389 17,318333                                                        |
| 0742931 | Zielątkowo                                                                                       | osada                                                                                            | Kiełpin                                                                                          | 53°43′17″N 17°24′53″E/53,721389 17,414722                                                        |
| Źródła: Państwowy Rejestr Nazw Geograficznych – miejscowości – format XLSX, Dane z państwowego rejestru nazw geograficznych – PRNG, Główny Urząd Geodezji i Kartografii, 1 stycznia 2025 |                                                                                                  |                                                                                                  |                                                                                                  |                                                                                                  |

## Ochrona przyrody
- Rezerwat przyrody Jezioro Bardze Małe
- Rezerwat przyrody Jezioro Sporackie
- Rezerwat przyrody Sosny

## Sąsiednie gminy
Chojnice (gmina wiejska), Chojnice (miasto), Czarne, Człuchów (miasto), Debrzno, Kamień Krajeński, Konarzyny, Przechlewo, Rzeczenica